# UGPS 0722-05
UGPS 0722-05 – brązowy karzeł lub podkarzeł położony w gwiazdozbiorze Jednorożca w odległości około 13 lat świetlnych od Słońca. Należy do typu widmowego T9.
Karła odkrył Philip Lucas z Uniwersytetu Hertfordshire w Wielkiej Brytanii na zdjęciu wykonanym w ramach przeglądu UKIRT Infrared Deep Sky Survey 28 listopada 2006 roku. Informację o odkryciu opublikowano w czasopiśmie Monthly Notices of the Royal Astronomical Society w sierpniu 2010.
Temperatura na powierzchni UGPS 0722-05 wynosi zaledwie około 505 K (około 230 °C). W momencie odkrycia był to najchłodniejszy znany brązowy karzeł (obecnie znane są chłodniejsze obiekty, takie jak WISE 1828+2650).
Masa tego obiektu jest oceniana na od 3 do 11 mas Jowisza, jest więc to obiekt o masie planetarnej, chociaż niezwiązany z żadną gwiazdą.